# Cantón de Montpellier-4
El cantón de Montpellier-4 es una división administrativa francesa, situada en el departamento del Hérault y la región Occitania.

## Composición
Desde 2014, el cantón de Montpellier-4 se compone de una parte de Montpellier :
- Montpellier

|  |